# Nokas

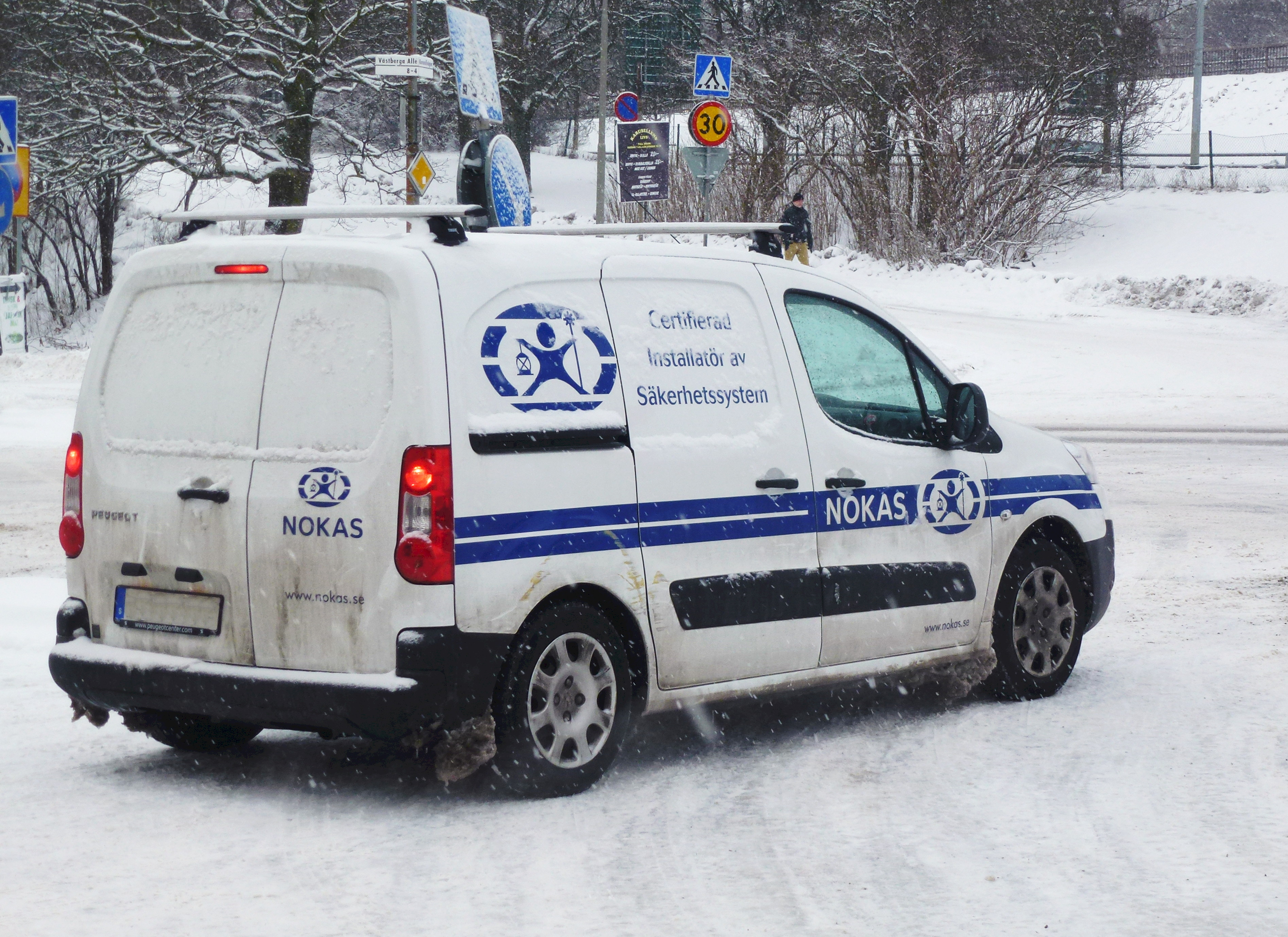
En av Nokas bilar i Västberga, 2015.

Nokas, sedan år 2020 Avarn, är en säkerhetskoncern med verksamhet i Norge, Sverige, Finland och Danmark. Bolaget grundades 1987 som dåvarande Vakt Service AS. och har sitt huvudkontor i Tønsberg i Norge. Företaget Nokas har ca 17000 medarbetare i Norden (2019). Nokas har sedan starten köpt över 60 andra bolag, ett av de större förvärven var G4S i Norge, vilket inkluderar att bland annat leverera flygplatssäkerheten i Norge.    
Nokas vision är att vara "Europas ledande totalleverantör av trygghet för människor och värden".     
I Sverige består verksamheten av bevakning, säkerhetsteknik och larmcentralstjänster. Huvudkontoret ligger i Västberga i Stockholm.      
Nokas Security har kontor på fler än tjugo platser i Sverige och erbjuder stationära och ronderande bevakningstjänster som utförs av väktare, ordningsvakter, skyddsvakter och parkeringsvakter. Bolaget har även en larmcentral som ligger i Stockholm. Larmcentralen i Göteborg lades ner 2020.
2020 såldes Nokas kontanthanteringsverksamhet till Loomis. Övriga delar bytte namn till Avarn, som man fusionerades med i maj 2019, och därmed upphörde varumärket Nokas användning i Sverige.
2015 uppgick dåvarande Nokas Bevakning i Nokas Security. 
2014 köpte Nokas det svenska bevakningsföretaget Svensk Bevakningstjänst och fick i och med det en näst intill rikstäckande verksamhet inom bevakning. Bolaget heter idag Avarn Security AB 
2013 köpte Nokas upp företaget Inspiras bevakningsverksamhet och fick därmed en betydande verksamhet även i Stockholm.
Nokas Värdehantering bestod av det som tidigare var G4S kontanthanteringsverksamhet i Sverige, vilken man förvärvade i februari 2012. I Nokas Värdehantering ingick även det som tidigare var Skandia Värde (Nokas Kontanthantering AB). Nokas Värdehantering var genom ett dotterbolag ägare till Kontanten, som tillhandahåller uttagsautomater, sedan 2014. 2020 såldes värdehanteringen till Loomis som omedelbart beslutade att lägga ner verksamheten i Stockholm och säga upp samtliga f.d. Nokas-anställda.
Nokas Teknik har byggts upp genom ett flertal små och stora uppköp, som bland annat Gothia Kameraövervakning AB, Jonik AB, Sesam Lås och larm och Västkustens låsteknik. Alviks Lås ingår sedan 2017 i Nokas Teknik.